# Јерихов
Јерихов (њем. Jerichow) град је у њемачкој савезној држави Саксонија-Анхалт. Једно је од 8 општинских средишта округа Јериховер Ланд. Према процјени из 2010. у граду је живјело 7.702 становника. Посједује регионалну шифру (AGS) 15086080.

## Географски и демографски подаци
Јерихов се налази у савезној држави Саксонија-Анхалт у округу Јериховер Ланд. Град се налази на надморској висини од 34 метра. Површина општине износи 269,9 km². У самом граду је, према процјени из 2010. године, живјело 7.702 становника. Просјечна густина становништва износи 29 становника/km².